# The Deadlines
 (mars 2025).
Si vous disposez d'ouvrages ou d'articles de référence ou si vous connaissez des sites web de qualité traitant du thème abordé ici, merci de compléter l'article en donnant les références utiles à sa vérifiabilité et en les liant à la section « Notes et références ».
 (mars 2025).
Motif : Absence de source secondaire centrée d'envergure nationale. La source de cette traduction sur la wp:en a un bandeau de manque de sources.
- Archive Wikiwix
- Bing
- Cairn
- DuckDuckGo
- E. Universalis
- Gallica
- Google
- G. Books
- G. News
- G. Scholar
- Persée
- Qwant
- (zh) Baidu
- (ru) Yandex
- (wd) trouver des œuvres sur Wikidata

| 1. | Préciser le motif de la pose du bandeau. | Précisez le motif de la pose du bandeau en utilisant la syntaxe suivante : {{admissibilité à vérifier\|date=avril 2025\|motif=remplacez ce texte par le motif}}                    |
| 2. | Informer les utilisateurs concernés.     | Pensez à avertir le créateur de l'article, par exemple, en insérant le code ci-dessous sur sa page de discussion : {{subst:avertissement admissibilité à vérifier\|The Deadlines}} |

Ne doit pas être confondu avec Deadline (groupe).
The Deadlines est un groupe de horror punk américain formé en 1998 et dissous en 2002. Leur style musical a commencé comme horror punk et s'est ensuite développé en glam rock. Ils ont été signés chez Tooth & Nail Records.

## Discographie
La discographie de The Deadlines est :
- The Deadlines (1999)
- Death and life of.... (2000)
- Fashion Over Function (2001)